# Velo d'Astico
Velo d'Astico là một đô thị tại tỉnh Vicenza ở vùng Veneto, Ý.
Đô thị này có diện tích 22  km², dân số là 2350 người (thời điểm)